# Francisco de la Lastra
Francisco Antonio de la Lastra y de la Sotta (Santiago, 4 de octubre de 1777-ibídem, 13 de mayo de 1852) fue un político y militar chileno de ascendencia española. Fue nombrado director supremo del Estado chileno en 1814 por un periodo de cinco meses.

## Biografía

### Primeros años y formación en España
Francisco de la Lastra nació el 4 de octubre de 1777 en Santiago, para entonces capital del Reino de Chile. Hijo de Antonio de la Lastra Cortés de la Vega, que nació en 1733 en Santander, España, y María Candelaria de la Sotta y del Águila, que nació en 1744 en Santiago. Sus padres contrajeron matrimonio en aquella ciudad el 22 de enero de 1769, en donde su padre se estableció hasta su muerte en 1800 y ejerció el cargo de alguacil mayor de la inquisición, siendo además el fundador del apellido Lastra en Chile. Tuvo dos hermanos; Manuel José de la Lastra y María del Carmen de la Lastra.
En su niñez fue enviado a España para obtener una educación conveniente a su rango y posición social, ya que su aristocrática familia era una de las principales de Chile. Atraído por la carrera de las armas, que era la más noble de aquella época, realizó estudios militares que lo condujeron a incorporarse a la Real Armada Española, siendo nombrado guardiamarina por real despacho del 15 de febrero de 1793.
Como marino se embarcó por primera vez en Cádiz en el navío San José de la escuadra de Juan de Lángara, y poco después en la fragata Liebre. En ese tiempo hasta 1802 fueron altamente recomendados sus servicios como guardiamarina por sus superiores, en donde tuvo los nombramientos de ayudante de batallones y luego de arsenales. Sirvió alternativamente en la escuadra de Lángara y la de José de Mazarredo en donde desempeñó funciones a bordo de diferentes buques, sufriendo todas las penosas vicisitudes de la vida en el mar, con los rigores de los viajes, la disciplina de guerra y las tempestades del océano. En un viaje de Cádiz a Cartagena con la escuadra de Mazarredo, estuvo a punto de naufragar en medio de un terrible temporal, en donde ninguno de sus compañeros de la escuadra creía que había esperanzas de salvación.
Durante su servicio en la península se vio envuelto en las campañas navales contra los franceses en la guerra de la Convención (1793-1795) y contra los británicos en la guerra anglo-española (1796-1802), siendo ya la primera contienda de gran atención del gobierno español para atender sobre todo a la marina, permitiendo ya que aquel individuo que sirviera en esta rama militar llevara en sí una honrosa recomendación.

### Regreso a Chile y lucha por la independencia
Continuando con su participación pública, en el marco político, fue diputado suplente por Concepción, en el Primer Congreso Nacional de 1811, desde el 4 de julio al 2 de diciembre del mismo año. El 5 de septiembre, Concepción revocó los poderes a todos sus diputados y en su reemplazo acreditó a fray Antonio Orihuela, Francisco de la Lastra y al presbítero Joaquín Larraín. 
Posteriormente, se incorporó, probablemente, en calidad de diputado propietario por Santiago de Chile, a raíz de los sucesos del 4 de septiembre; este día, José Miguel Carrera exigió y obtuvo la reducción de los diputados por Santiago, al número de siete separación consiguiente de los que indicaba y su reemplazo en los cargos que resultaban vacantes.
Fue uno de los firmantes del Reglamento Constitucional Provisorio de 1812, sancionado en 26 de octubre de 1812, como alférez de navío de la Real Armada; firmó y participó en el Reglamento para el Gobierno Provisorio de 1814, sancionado en 17 de marzo de 1814. Fue nombrado Director Supremo, por la Junta de Gobierno para unificar el mando en una persona, ante las acciones del ejército español contra el cual se libraba la guerra de la Independencia.
Fue derrocado por el último golpe de Estado del general Carrera el 23 de julio de 1814 que estableció una junta de gobierno presidida por él e integrada por el presbítero Julián Uribe y Manuel Muñoz Urzúa, que duró hasta el Desastre de Rancagua, los tres primeros días de octubre de ese año, por lo que no puede ser caracterizado como un gobierno significativo para Chile más allá de la encarnizada búsqueda de los hermanos Carrera (José Miguel y Luis) después de su escape de Chillán.
Adhirió a la causa revolucionaria y el 14 de marzo de 1814 fue proclamado el primer Director Supremo de Chile. Por sus ideas, fue confinado por los españoles a la Isla Juan Fernández. Al retornar el proceso revolucionario volvió a la patria donde desempeñó importantes cargos tanto militares como civiles y fue ascendido a coronel. 
Fue nombrado gobernador de Valparaíso en 1818 y en 1823, intendente de Santiago y Consejero de Estado, 1823. Ocupaba el cargo de intendente, cuando recibió el mando del Gobierno de Chile de manos de Ramón Freire, quien se dirigía al sur, por lo cual fue nuevamente nombrado Director Supremo, en calidad de delegado, desde el 30 de diciembre de 1823 hasta el 3 de enero de 1824.
En 1825 volvió a ocupar por tercera vez la gobernación de Valparaíso, con el cargo de organizar la marina de guerra. En este año se le nombró capitán de navío y se le ascendió a general de brigada. Participó en la guerra civil de 1829-1830. Desde el punto de vista militar fue inspector general del Ejército y también fue consejero, en el Consejo de Estado de 1823, desde el 30 de enero hasta marzo de 1823.
En 1841 fue nombrado miembro de la Corte Marcial. Diputado propietario por Lautaro, periodo 1843-1846; fue vicepresidente de la Cámara de Diputados, 11 de noviembre de 1844; integró la Comisión Permanente de Guerra y Marina. 
Falleció en Santiago, el 13 de mayo de 1852.